# Verticillium-Welke
Die Verticillium-Welke ist eine Gehölze und einige krautige Pflanzen betreffende Pflanzenkrankheit, die durch Pilze der Gattung Verticillium verursacht wird. Die Arten Verticillium dahliae, Verticillium albo-atrum und Verticillium nonalfalfae befallen über 350 gartenbauliche und landwirtschaftliche Wirtspflanzen (mit über 70 Baumarten und Sträuchern), wobei insbesondere Verticillium dahliae an vielen Gehölzen mit dem Symptom der "Welke" auftritt. Die Verticillium-Arten sind bodenbürtige Erreger und so gut wie weltweit verbreitet.
Oftmals wird der Welkepilz bei Neuanpflanzungen großen Stils in die Böden eingeschleppt. Wichtigste Wirtspflanze in der Praxis ist dabei der Ahorn (Acer; u. a. Spitzahorn, Japanischer Ahorn). Ihm folgen mit einigem Abstand Arten der Gattungen Catalpa, Cornus, Clematis, Castanea, Fraxinus, Robinia und Aesculus und viele weitere Gehölzgattungen. Als weniger anfällig gelten u. a. Erlen, Pappeln, Platanen, Birken, Hainbuche und Rotbuche. Kleinporige Gehölze wie Ahorn sind deutlich anfälliger als großporige, da die Leitgefäße für längere Zeit funktionsfähig bleiben und nicht jedes Jahr wieder durch neue ersetzt werden. Einkeimblättrige Pflanzen sowie Koniferen werden nicht befallen.

## Infektion und Ausbreitung
Die Infektion mit Verticillium-Pilzen erfolgt auf ähnliche Wiese: Meist dringt der Pilz über junge Wurzeln in die Wirtspflanze ein, wozu keine Verletzung vorliegen muss. Der Pilz befällt das Xylem der Pflanze und stoppt damit ihre Wasserversorgung. Verticillium verbleibt zunächst im Inneren der Pflanze; wenn sie schließlich abstirbt und sich zersetzt, bleibt der Erreger im Boden. Zudem wird angenommen, dass sich auf Pflanzenresten Sporen des Pilzes entwickeln, die der Wind weiterträgt.

## Diagnose
Anhand folgender Symptome ist der Pilz erkennbar: Triebe, die z. B. nach dem Winter im Frühjahr zuerst neu ausgetrieben haben, zeigen plötzlich welke Blätter, obwohl die Pflanzen ausreichend gewässert und gedüngt werden. Die vormals grünen, festen Blätter bekommen eine fahlgrüne Farbe und werden schlaff.
An dickeren abgestorbenen Ästen kann man an der Rinde erkennen, dass diese „krisselig“ wird, nicht mehr glatt ist. Des Weiteren ist in dem Abschnitt eines dickeren Astes innen im Holz ein kleiner sichelförmiger Halbmond zu erkennen. Dies deutet darauf hin, dass der Pilz bereits tief in das Gehölz eingewachsen ist und auch nach einem Rückschnitt immer weiter einwächst.

## Bekämpfung
Übliche Spritzungen gegen Pilze auf die Blätter der Pflanzen bewirken nichts, da der Pilz im Inneren der Zweige geschützt ist. Zu erreichen ist meistens nur zeitweilig eine gewisse Minderung der Schadsymptome. Abgeschnittene Pflanzenteile dürfen nicht auf den Kompost oder gehäckselt werden, da der Pilz hochinfektiös ist und über den Kompost weiterverbreitet werden kann.
Möglicherweise infizierte Gartenscheren, Sägen und andere Gartenwerkzeuge müssen nach Gebrauch desinfiziert (z. B. abgeflammt) werden.
Einzige Möglichkeit, den Pilz aus einem Bereich herauszubekommen, wäre ein tiefgründiger Bodenaustausch, der aber oftmals nicht möglich ist, da dann sämtliche Pflanzen herausgenommen und wegen der anhaftenden Erde vernichtet werden müssten. Eine Absenkung des pH-Wertes des Bodens kann die Infektionsgefahr absenken.

## Resistenz
Nach Auskunft des Pflanzenschutzamtes sind folgende Laubgehölze resistent gegen den Pilz: Walnüsse (Juglans), Weiden (Salix), Eichen (Quercus) und Birnen (Pyrus).
Bei einem Befall können auch die gegen diesen Pilz unempfindlichen Koniferen nachgepflanzt werden, z. B. bei Hecken aus Eibe (Taxus baccata) oder Thuja.